# Mystères d'Éleusis

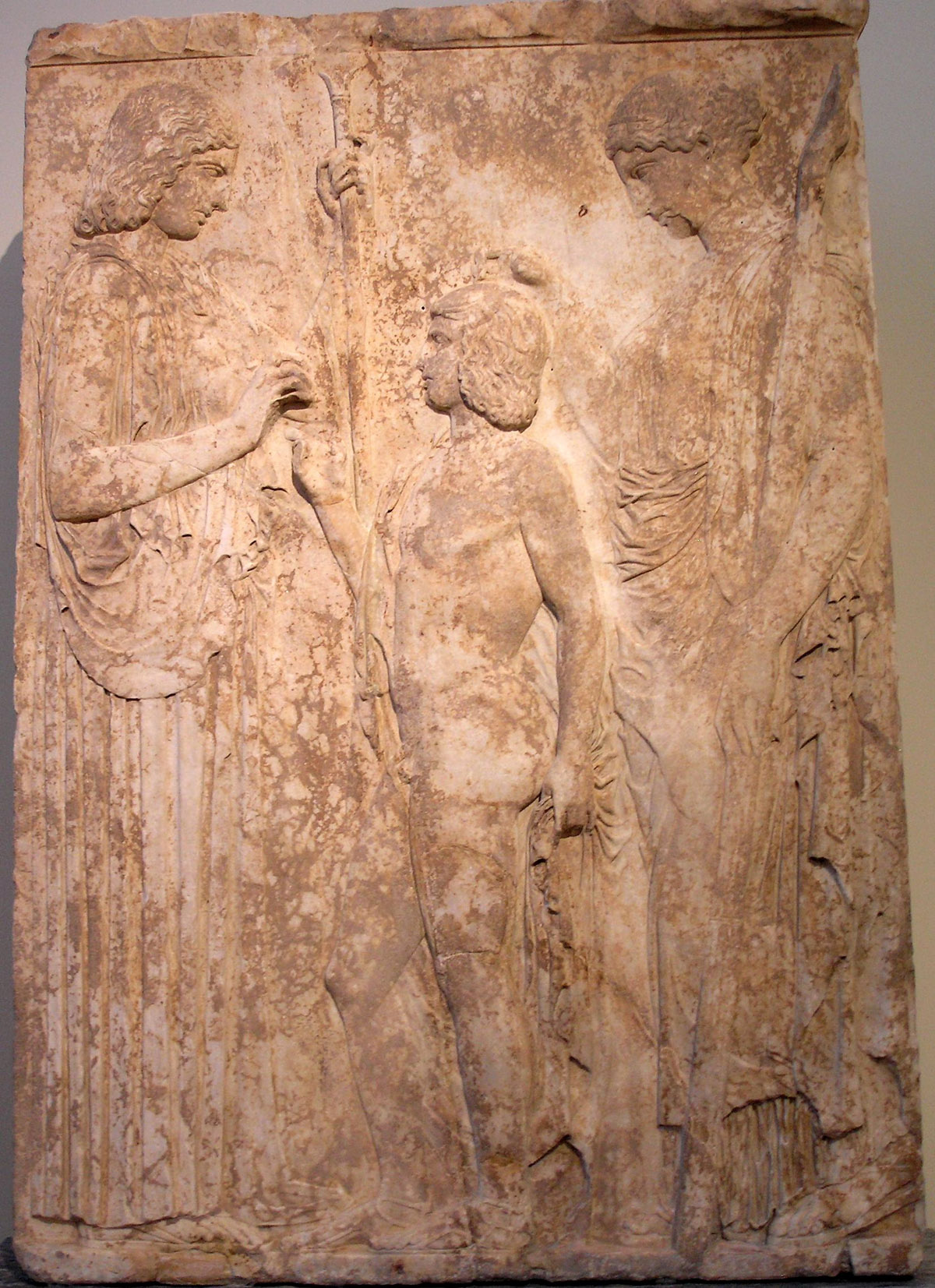
Grande stèle des mystères d'Éleusis :
Déméter remet les grains à Triptolème sous les yeux de Coré, vers 440-430 av. J.-C., Musée national archéologique d'Athènes.

Dans la religion grecque antique, les mystères d'Éleusis (en grec ancien : τὰ μεγάλα μυστήρια / tà megála mystḗria, littéralement, « les grands mystères ») faisaient partie d'un culte à mystères, de nature ésotérique, effectué dans le temple de Déméter à Éleusis (à 20 km à l'ouest d'Athènes). Au cours de leur évolution, les mystères d'Éleusis se sont ouverts d'abord à tous les Grecs, puis à tout homme ou femme, libre ou esclave, parlant grec. L'initiation comportait plusieurs degrés. Ces mystères étaient traditionnellement consacrés non seulement à Déméter et à sa fille Perséphone, mais aussi à Hadès, c'est-à-dire aux divinités de la terre et des morts, ainsi qu'à Dionysos sous son nom favori d'Iacchos auquel il a été assimilé, ; Dionysos était en effet intimement mêlé à la vie de la terre et de la végétation, et dans les rituels des Anthestéries et les fêtes des Halôa en Attique, il était associé aux divinités proprement chtoniennes.

## Origines mythologiques et historiques du culte

### Le mythe
Selon la mythologie grecque, Hadès enleva Perséphone, au cours d'une cueillette de fleurs dans les prairies d'Enna (Sicile), pour l'épouser et en faire la reine des Enfers. Les cultures cessèrent de croître dans les champs, tandis que Déméter, sa mère, parcourait le monde à la recherche de sa fille. Un jour, alors qu'elle errait sur les terres de Grèce sous les traits d'une vieille mendiante, Déméter arriva dans la cité d'Éleusis et demanda l'hospitalité. Le roi du pays et ses filles l'accueillirent avec une grande générosité, et la déesse reconnaissante dévoila sa véritable identité. Elle récompensa ses bienfaiteurs en leur révélant ses mystères, « les beaux et augustes rites qu’on ne peut ni transgresser ni divulguer », et en leur faisant connaître les secrets de l'agriculture. Ainsi, les princes d'Éleusis furent dès lors chargés d'administrer son culte,.
Par la suite, Déméter retrouva Perséphone, mais ne réussit pas à la libérer entièrement des Enfers, car ceux qui mangent la nourriture des morts ne peuvent retourner chez les vivants. Or, Perséphone avait mangé six pépins d'une grenade (fruit associé au mariage) que Hadès lui avait offerte. Zeus décréta toutefois que Perséphone passerait la moitié de l'année avec sa mère, sur terre (durant la saison des cultures), et le reste de l'année (l'hiver) en compagnie d'Hadès, aux Enfers.

### Évolution historique
L'origine égéenne des mystères d'Éleusis ne fait plus de doute : ils sont probablement venus de Crète à une date préhistorique, sans qu'il soit possible pour autant d'affirmer que tout fût crétois à Éleusis, et sans exclure non plus des enrichissements achéens et helléniques, car à Éleusis tout est composite. Le nom même d'Éleusis (Ἐλευσίς) a peut-être signifié arrivée, achèvement en grec ancien et a été rapproché de la ville crétoise d'Éleutherne (Εἰλεύθερνα), d'Hêlysia (Ἠλύσια) et d'Éléthyia (Εἰλείθυια) ; celui des divinités laisse aussi entrevoir des origines préhelléniques. Le nom de Perséphone n'est pas grec : dans ses diverses formes (Περσεφόνη, Φερσεφόνεια, Φερέφαττα, Πηρίφονα), il présente des alternances que l'on ne peut expliquer par le système des langues indo-européennes. Le nom de Déméter, dans ses diverses formes (Δαμάτηρ, Δαμμάτηρ, Δωμάτηρ, Δηώ, Δωίς), présente un premier élément d'origine préhellénique, δᾶ, qui pourrait bien correspondre au grec γᾶ / γῆ, Terre. Jean Humbert suppose que se pratiquait à Éleusis un culte rustique rendu à deux déesses primitivement anonymes, et qui serait la continuation des rites agraires de la Crète minoenne. Sur le site d'Éleusis ont été retrouvés les vestiges d'un petit temple de 15 m2 datant de l'époque mycénienne. Aux époques plus tardives, on a pu construire une salle de plus de 50 m de côté, où selon les traditions, entre 3 000 et 4 000 personnes pouvaient entrer.
La cité d'Éleusis, à l'origine indépendante, finit par être englobée dans le synœcisme d'Athènes à une date que l'on ne peut indiquer avec précision.
Cette intégration facilita le développement des mystères, qui acquirent assez rapidement un statut panhellénique. Devenus une fête religieuse de l'État athénien, les mystères furent alors dirigés par l'archonte-roi et un corps de quatre épimélètes élus par l'ecclésia : deux issus du peuple athénien, et deux des grandes familles nobles d'Éleusis, les Eumolpides et les Céryces. Le monopole de l'initiation fut en effet probablement détenu d'abord par les membres de ces familles aristocratiques et sacerdotales, qui conservèrent toujours la surveillance du culte et l'intendance du temple. L'existence de promotions et de grades au sein de l'initiation est précisément une survivance des anciens cadres issus de ces familles nobles, qui fondaient ainsi leur autorité individuelle. Mais du moins la société religieuse cessa ensuite de se recruter dans un groupe social préétabli. Les mystères d'Éleusis apparaissent ainsi comme la synthèse entre la tradition de rites secrets et des éléments d'une religion populaire et paysanne, issue d'un culte agraire : en attestent les fêtes des Éleusinia, restées assez primitives, et le rattachement à la religion éleusinienne des Thesmophories et des Halôa.

Il est attendu par les initiés que les mystères d'Éleusis aient des conséquences « à la fois sur la vie présente et sur le temps d'après la mort, et elle annonce un sort différent pour les initiés et les non-initiés » : 

« Heureux celui des hommes qui a vu ces choses ; mais celui qui n'a pas eu part aux sacrements, celui-là n'aura pas un sort égal dans les ténèbres de la mort. »

— Hymne à Déméter, vers 480 à 482.
Il ne s'agit pas d'une promesse d'immortalité, mais de la promesse d'un nouveau départ après la mort, d'« un statut privilégié dans l'autre monde, après la mort. »
Les mystères, qui ne furent pas d'emblée accessibles à tous, s'ouvrirent finalement aux riches et aux pauvres, aux hommes libres comme aux esclaves, aux hommes et aux femmes. Quiconque était capable de moduler exactement les formules rituelles en grec et n'avait pas commis d'homicide pouvait être admis à participer aux rituels. Seuls les barbares en étaient exclus, en souvenir des guerres médiques, mais cette interdiction ne devait sans doute plus être en vigueur après les conquêtes d'Alexandre le Grand. Cicéron dit qu'à son époque les mystères d'Éleusis exerçaient leur attrait jusqu'aux confins les plus reculés du monde. La plupart des empereurs romains se feront d'ailleurs initier à ces mystères, et Hadrien reçut même les deux degrés de l'initiation.

## Le culte des mystères

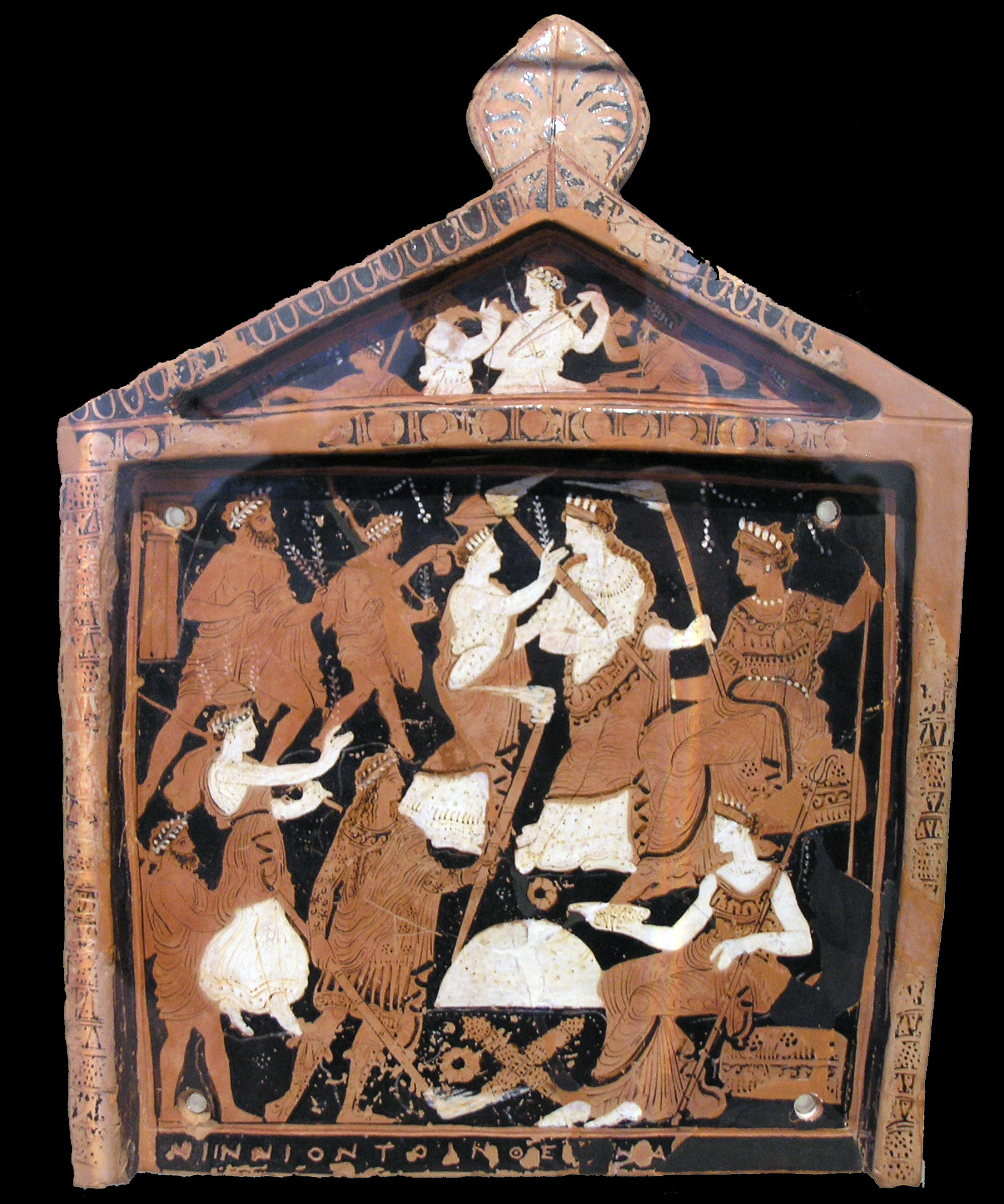
Tablette de Ninnion : Déméter et Perséphone accueillant une procession des mystères. Plaque votive en terre cuite peinte, milieu du Musée national archéologique d'Athènes.

L'Hymne homérique à Déméter, qui retient seulement d'antiques légendes sur la formation du culte éleusinien, est la principale source de données sur les rituels. Les rituels des mystères étaient toujours accomplis par les prêtres de Déméter. Parmi les plus connus d'entre eux, on retrouve Céléos et son fils Triptolème, à qui Déméter avait donné la tâche d'enseigner l'agriculture et de semer le blé sur Terre. Ce prêtre avait aussi institué les Éleusinies, fêtes associées au culte. Parmi les autres premiers prêtres se trouvent Dioclès, Eumolpos et Polyxène. On célébrait le culte dans le télestérion d'Éleusis. L'aspect principal de ce culte se construisait autour de la culture du blé et le cycle vie entreposage–semis–renaissance des cultures. Tous les initiés préservaient les secrets de la religion et croyaient qu'ils connaîtraient eux aussi une vie après la mort grâce à leur initiation à ces mystères. Comme la divulgation des rites était strictement défendue et qu'aucun auteur n'a trahi ce secret, aucun écrit ne documente avec précision les cérémonies.

### Les Petits mystères
Annuellement, il existait deux célébrations des mystères d'Éleusis : les Grands mystères et les Petits mystères. Ces derniers avaient généralement lieu au printemps, du 19 au 21 du mois d'Anthestérion, c'est-à-dire en février, et se déroulaient non pas à Éleusis mais Athènes dans le faubourg d'Agra, sous la présidence du hiérophante et de l'archonte-roi. Il est possible qu'à l'origine les mystères d'Agra aient été indépendants, et qu'Athènes ait eu intérêt à les relier à ceux d'Éleusis. Ces Petits mystères étaient un préliminaire obligatoire. Un délai de six mois était requis avant l'initiation aux Grands mystères. Les rites de cette préparation sont mal connus, seul un texte de Stéphane de Byzance évoque une imitation de l'histoire de Dionysos.
Avant les Petits et les Grands mystères, des spondophores (messagers) étaient envoyés à travers la Grèce, dans les cités, afin de négocier une double trève sacrée de cinquante-cinq jours.

### Les Grands mystères
Les Grands mystères duraient neuf jours, d'après la durée de l'errance de Déméter à la recherche de sa fille. En septembre, avant l'automne, le 19e jour du mois Boédromion, on se préparait aux cérémonies préliminaires qui se déroulaient à l'extérieur et qui sont donc mieux documentées.

#### Les rites de purification
Avant l'initiation proprement dite, le myste (candidat digne des mystères) devait procéder, dans un acte individuel et non collectif, aux rites de purification destinés à le laver de toutes ses souillures, c'est-à-dire sans doute baptême et sacrifice d'un porcelet.
La première partie du rituel débutait par le départ des éphèbes qui quittaient Athènes pour Éleusis le 13 du mois Boédromion, et qui revenaient le lendemain, ramenant les objets sacrés, les ἱερά / hiéra, cachés dans les corbeilles. C'est la prêtresse d'Athéna qui recevait ces reliques sacrées dans l'Éleusinion, un sanctuaire au pied de l'Acropole. Le 15 était consacré au rassemblement (ἀγυρμός) des mystes au Portique Pœcile : ils recevaient les instructions données par les mystagogues, et le hiérokéryx proclamait (πρόρρησις) les cas d'interdiction : les mystères étaient interdits aux meurtriers et aux sacrilèges dont les mains étaient souillées, et à ceux qui, affligés d'un défaut physique, étaient de ce fait incapables de moduler correctement les formules rituelles.
Le 16 de Boédromion était le jour de la lustration générale, au cri de : « À la mer, les mystes » (ἅλαδε μύσται). Les mystes se plongeaient dans la mer pour se purifier avant de procéder au sacrifice purificatoire d'un porcelet. Les deux journées suivantes étaient consacrées à une période de jeûne et de retraite,.

#### La procession vers Éleusis

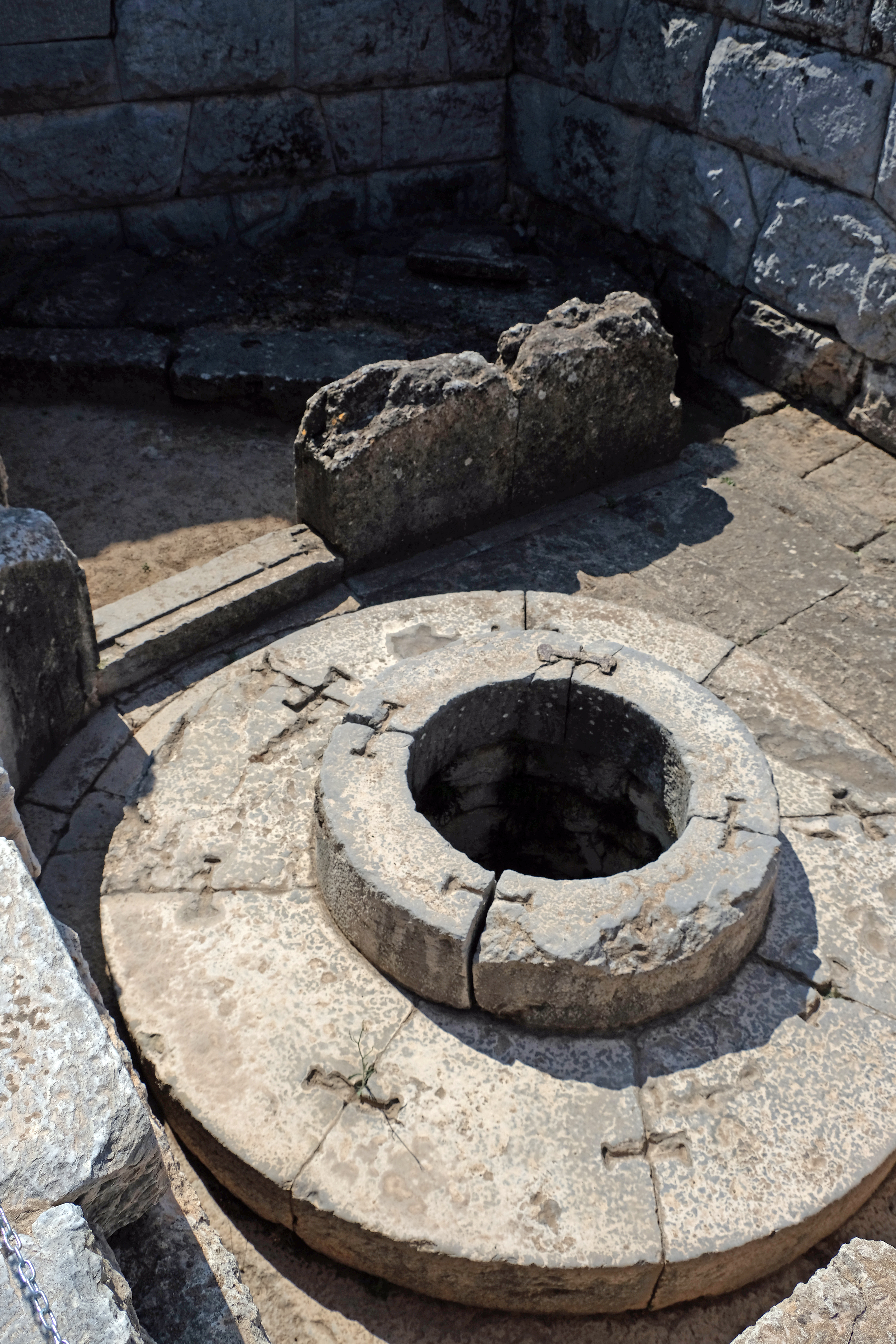
Le puits Kallichoros près duquel brillent les torches, dans la sainte veillée du vingtième jour... (Euripide, Ion, vers 1074 sqq.).

Le 19 commençait la grande procession solennelle des mystes qui suivaient la statue d'Iacchos, les hiéra et les prêtres en direction d'Éleusis, le long de la Voie sacrée. Le cortège faisait quelques haltes. Au pont du Céphise, des spectateurs attroupés lançaient aux mystes brocards et lazzi,, survivance sans doute d'un vieux rite {géphyrisme} destiné à écarter le mauvais œil,. Aux portes d'Éleusis, le cortège passait devant le palais de Crocôn, l'ancêtre d'une autre famille sacerdotale, et les mystes entouraient alors leur main droite et leur jambe gauche avec des bandelettes couleur de safran (en grec ancien κρόκος),. L'arrivée du cortège à Éleusis vers le soir, toutes torches allumées autour du puits Kallichoros, marquait le début de la cérémonie de danse aux flambeaux, dite de l'Eikas / εἰκάς, ou « cérémonie du 20e jour », en hommage à Iacchos.

#### Les participants
Au nombre des participants on comptait les mystes (en grec μύστης), nouveaux candidats à l'initiation qui participaient aux mystères pour la première fois, les mystes initiés qui y retournaient une seconde fois pour passer à un niveau supérieur, des époptes (ἐπόπτης) qui étaient passés au plus haut degré d'initiation, et des prêtres qui présidaient aux rites. Parmi ceux qui dirigeaient la cérémonie, l'on trouvait quatre ministres : le premier dignitaire était le hiérophante Eumolpide, prêtre qui révélait les choses sacrées ; choisi à vie, il avait la surveillance des objets sacrés, les ἱερά, qui étaient la propriété de sa famille, et que l'on transportait d'Athènes à Éleusis lors de la grande procession. Il avait aussi la garde des lois non écrites du sanctuaire, dont il était le seul exégète. La prêtresse de Déméter, également désignée à vie, était issue de la famille sacerdotale des Philleides et était égale en dignité avec le hiérophante. Son second en dignité, le dadouque, était le chef des hérauts sacrés, des porteurs de flambeaux, et à ce titre avait la charge de porter la double torche pendant la veillée sacrée ; le hiérokéryx / ἱεροκῆρυξ, présent pendant toute l'initiation, devait faire respecter le silence religieux ; il y avait aussi un assistant (dont le costume symbolisait la Lune) et des prêtresses. L'archonte-roi d'Athènes était le surintendant de la cérémonie. La cérémonie était également dirigée par une multitude de prêtres subalternes répartis en différentes classes. Le mystagogue (μυσταγωγός), l'introducteur, avait pour fonction de faire entrer le myste dans un monde social et spirituel nouveau, car la société des initiés formait une société de purs, de saints, des ὅσιοι.
Les mystères étaient ouverts à tous, riches et esclaves pouvaient y participer. Les Grecs venaient de toutes les villes pour s'initier à Éleusis ; ils devaient respecter des conditions de participation, entre autres ne pas avoir commis un homicide. Les plus grands personnages ont pu se rendre à Éleusis. Des personnalités influentes telles que Socrate, Platon, Sophocle, Aristote, Épicure, Plutarque et Cicéron ont probablement été initiées aux Mystères d'Éleusis,.

#### L'initiation
Au cours des journées des 20 au 22 Boédromion (mi-septembre, début octobre) avaient lieu les rites secrets de l'initiation proprement dite, dont certains détails nous sont connus grâce aux nombreuses allusions rapportées par plusieurs auteurs. Dans l'enceinte sacrée du péribole, le prêtre sacrifiait solennellement à Déméter et à Coré.

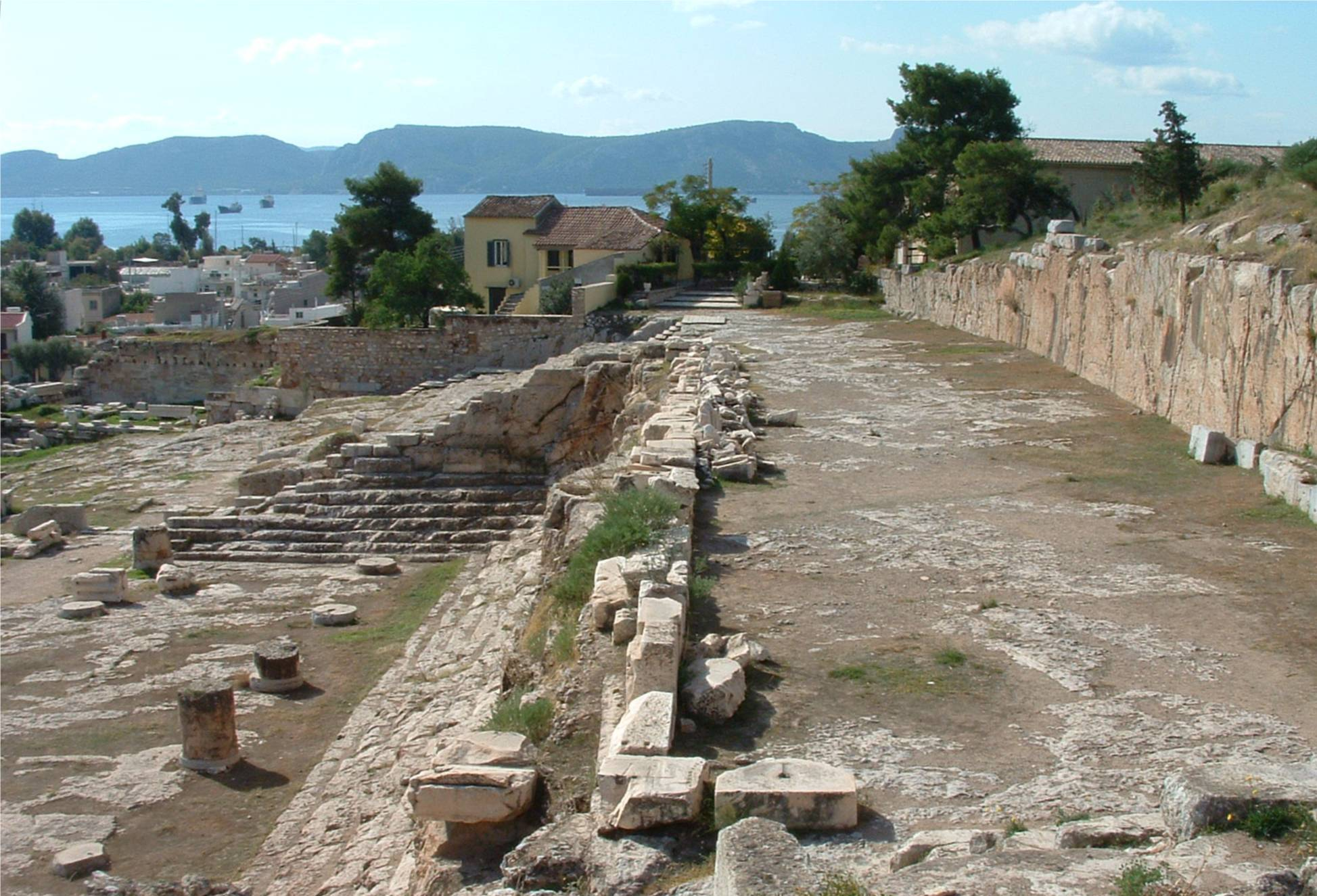
Vue du Télestérion d'Éleusis.

Le 21, dans le télestérion, le hall des initiations, après avoir rompu le jeûne en consommant le κυκεών / cycéôn, une boisson à base de lait de chèvre, de menthe et d'épices (celle-là même qui, jadis, avait restauré la déesse éperdue), les mystes se déclaraient inféodés à Déméter en prononçant la fameuse formule (σύνθημα) conservée par Clément d'Alexandrie : 

« ἐνήστευσα, ἔπιον τὸν κυκεῶνα, ἔλαβον ἐκ κίστης, ἐργασάμενος ἀπεθέμην εἰς κάλαθον καὶ ἐκ καλάθου εἰς κίστην. »

« J'ai jeûné ; j'ai bu le cycéon ; j'ai pris dans le panier et, après avoir travaillé, j'ai déposé dans la corbeille, puis, reprenant de la corbeille, j'ai replacé dans le panier. »

 De nombreux érudits ont forgé des hypothèses pour rendre compte du sens de ces rites secrets, en les expliquant tantôt par la consommation d'une portion de gâteaux, tantôt par la manipulation de simulacres d'organes génitaux ; toutes les opérations décrites dans cette formule rituelle doivent sans doute être considérées comme un charme magique de rite de fécondité, l'essentiel des mystères résidant dans l'ostension solennelle d'un ou de trois épis de blé. Les secrets du monde inférieur étaient révélés aux mystes, secrets peut-être accompagnés de visions ou d'apparitions tantôt effrayantes, tantôt rassurantes,. Puis les épis de blé étaient consacrés, les mystes recevaient des révélations des initiés et accédaient au salut et à la vie après la mort, pendant que le hiérophante exhibait les objets sacrés, les hiéra (ἱερά), dans une lumière éclatante.
Un drame sacré représentant l'histoire de Déméter et Coré clôturait la veillée du 21. Durant les journées consacrées à ces drames symboliques sacrés, les δρώμενα / drômena, littéralement « ce qui a été fait »,, les représentations rituelles du mythe pouvaient provoquer, pour ceux qui les représentaient et ceux qui les contemplaient, un choc permettant d'intégrer le présent au transcendant, à l'Éternel, au monde immuable des origines.
Le jour suivant, le 22 de Boédromion, se déroulait un second drame mystique : ce n'était pas un simple spectacle, mais un rite puissant rappelant l'union de Zeus avec Déméter, au cours d'un simulacre de hiérogamie entre la prêtresse et l'hiérophante. Par là était remis en vigueur le pacte de la déesse avec Éleusis et étaient perpétués ses deux bienfaits, l'agriculture et l'initiation. La cérémonie s'achevait par « ce qui était montré » (δεικνύμενα), l'initiation du second degré appelée époptie, ἐποπτεία ou contemplation. Elle nous est connue par un seul texte d'Hippolyte de Rome qui évoque la présentation « en silence d’un épi de blé nouvellement moissonné ». L'épi de blé offrait une signification religieuse et métaphysique, fondée sur la correspondance entre le sein maternel et celui de la terre féconde, entre la vie humaine et la vie végétale : en retournant à la terre, le grain de blé, « s’il meurt, porte beaucoup de fruits » ; « Ne devait-il pas en être de même pour l’homme confié à la terre ? L’exaltation rituelle d’Éleusis était un symbole de la vie nouvelle que Déméter promettait à ses initiés ». L'initié pouvait en effet espérer, après sa mort, une survie individuelle dans une félicité complète. Au terme de cette cérémonie, les initiés du premier degré obtenaient le titre suprême d'époptes.

#### Les rites éleusiniens
Ce qui se passait pendant l'initiation aux mystères devait rester secret : cette loi du silence, prescrite aux initiés, est mentionnée dans l'Hymne à Déméter qui évoque « les beaux rites, les rites augustes qu'il est impossible de transgresser, de pénétrer, ni de divulguer » ; mais nous en savons quelque chose par les allusions des auteurs antiques. D'après Aristote, on ne dispensait pas aux futurs initiés un enseignement proprement dit ni un corps de doctrines, mais l'initiation consistait à éveiller chez eux des sentiments et un état d'âme : « Les initiés n'ont pas à apprendre, mais à recevoir des impressions et à être mis dans certaines dispositions, après y avoir été convenablement préparés » par de nombreuses purifications. Des chrétiens, notamment Clément d'Alexandrie dans son Discours aux Gentils, ou encore Arnobe, Théodoret, et Saint Hippolyte, en ont parlé de façon polémique mais, comme le souligne l'helléniste Fernand Robert, leurs critiques n'auraient eu aucun impact si elles n'avaient pas reflété la réalité.
Les procédures rituelles étaient à la fois de purification, d'introduction et de consécration. Elles étaient essentiellement lustratoires, par le sacrifice du cochon de lait et l'emploi de la peau de bélier (Διὸς κῲδιον). Le cérémonial mystique d'Éleusis impliquait des rites comprenant la prononciation de certaines paroles. Nous possédons le texte de la formule que prononçait le myste après avoir bu le cycéon. La communion que représentait l'absorption du cycéon visait à produire une consécration individuelle. Cette formule s'accompagnait de l'accomplissement de certains gestes : un des points culminants de l'initiation consistait dans le geste du hiérophante, présentant un épi de blé nouvellement moissonné. Parmi les objets du culte figure le plateau à godets éleusinien appelé κέρνος / kernos, le même que celui trouvé dans les fouilles de Crète, et qui souligne l'origine crétoise du culte. Des représentations liturgiques évoquant la légende de Déméter et Coré impliquaient sans doute, pour figurer les hiérogamies, le mariage sacré entre le hiérophante et une prêtresse, car qui dit mystères dit union sexuelle avec la divinité. Ce symbolisme sexuel (σύμβολον) fait entrevoir une antique organisation hiérarchique. Le hiérophante, revêtu du costume royal, appartenait au génos des Eumolpides, famille aristocratique et sacerdotale, et la prêtresse de Déméter au génos des Philléides (Φιλλεῖδαι) : leur hiérogamie traduit l'image d'un couple royal donc divin. À un moment critique de la cérémonie religieuse, le hiérophante faisait retentir un objet de métal appelé en grec ancien ἠχεῖον / ècheion, « résonateur (d'un tambourin) » ou, selon d'autres, « bassin de cuivre ». Or, on sait par ailleurs qu'entrechoquer des objets métalliques, en particulier des armes, passait pour avoir la vertu de mettre fin à la sécheresse.
Les mystères n'avaient rien d'un complot caché ; le mot « mystère » est apparu pour exprimer que ce qui se passait ne pouvait être transmis qu'au travers d'une expérience vécue. Plus que des conditions matérielles, c'était une qualité humaine qui était recherchée et ce qui était dispensé à Éleusis était considéré comme une très haute sagesse digne de vénération. Ainsi, l'idée même des Mystères, dans l'antiquité, liée à une révélation du sacré et à une participation individuelle, ne pouvait s'exprimer hors du cadre particulier sous peine d'être dénaturée : les candidats faisaient vœu de silence, d'où le sens du « caché » et du « mystérieux » pour ceux du dehors.

## Interprétations modernes

### Paul Diel, une interprétation psychanalytique
Le philosophe et psychothérapeute Paul Diel attribue à la région souterraine dont Hadès est le souverain, dans l'épisode du rapt de Déméter, le symbole constant, dans le langage des mythes, du subconscient. Le désir refoulé peut cependant être « défoulé et sublimé. Le mythe qui se trouve à la base des Mystères éleusiniens symbolise cette solution (cette ab-solution) à portée essentielle : sur ordre de Zeus, Perséphone quitte pour une partie de l’année la région souterraine (le grain devient épi). La fille de Déméter rejoint sa mère et vit avec elle parmi les divinités olympiennes (d'où le symbolisme « pain : nourriture de l'esprit » : la sublimation-spiritualisation du désir terrestre (sa libération à l’égard de toute exaltation) est le sens véridique de la vie. Elle est la vérité de la vie : nourriture de l’esprit. » Paul Diel voit que cette signification morale et psychologique se double du symbole métaphysique, inséparable du sens moral de la vie : « Le mythe symbolise la croyance en l’immortalité. » Comme le grain, l'homme est enseveli après sa mort, et comme le grain, il « ressort — selon la croyance la plus ancienne —, de cet ensevelissement ». Hadès, frère de Zeus, étant le juge des morts, l'homme doit donc, durant sa vie ici-bas, ne pas vivre uniquement pour le pain terrestre, en d'autres termes, ne pas exalter de manière insensée le besoin matériel. Précisément, dans tous les mythes, le grain, le blé, le pain sont les symboles de la nourriture de l'âme et de l'esprit. Les trois épis montrés à l'initié à Éleusis correspondent au nombre sacré 3, symbole de l'esprit ; le grain sorti de l'ensevelissement (mort de l'âme), devenu épi, symbolise la sublimation. Cette ostension des trois épis résumait, pour les initiés à Éleusis, le mystère métaphysique et la réalité morale : « la sublimation-spiritualisation des désirs grâce à laquelle l'homme doit devenir lui-même fécond (épi) ».

### Simone Weil, une interprétation par la quête de l'homme par Dieu
Dans ses études intitulées La source grecque et Intuitions pré-chrétiennes, la philosophe Simone Weil a cru reconnaître dans l'emploi du mot grec μηχανή / mêchanê, au sens de « stratagème », un terme « liturgique des Mystères d’Éleusis se rapportant au mystère de la Rédemption. » Selon elle, « les cérémonies des mystères d’Éleusis étaient regardées comme des sacrements au sens où nous l’entendons aujourd’hui. Et peut-être étaient-ce de vrais sacrements, ayant la même vertu que le baptême ou l’eucharistie, tirant cette vertu du même rapport à la Passion du Christ. La Passion était à venir. » Les symboles transcendent le temps chronologique. De la sorte, « le stratagème divin, qui est la passion de Dieu pour se révéler dans son être authentique, correspond au piège dans lequel tombe Coré, la fille de Déméter ».

### Hofmann et Gordon Wasson, une interprétation par les plantes
Certains auteurs contemporains ont supposé l'idée d'une consommation contrôlée de grains de blé fermentés ou contaminés par l'ergot de seigle préparée par les convertis, prêtres, aux mystères. Le carpophore de l'ergot de seigle contient un hallucinogène proche dans sa nature de celui du LSD, l'acide amide lysergique. C'est d'ailleurs en travaillant à l'élaboration de médicaments ayant les mêmes propriétés médicales que l'ergot (ergotamine, ergométrine…) qu'Albert Hofmann le découvrit par erreur dans un premier temps et accidentellement en absorba une infime quantité qui s'avéra riche en expériences. On peut voir sur les gravures relatant les mystères d'Éleusis ou en rapport avec eux des représentations de personnages sacrés portant à la main des gerbes de blé ou de seigle parasités par le champignon de l'ergot. Certains ethnobotanistes pensent alors au fameux Soma des chamanes du Nord et indo-asiatiques[réf. nécessaire]. Walter Burkert rejette cette hypothèse d'abord du fait de l'absence de preuves, ensuite parce que l'intoxication par l'ergot de seigle est décrite comme un état déplaisant et non euphorique, aussi parce que les initiations impliquaient des milliers de participants et s'accordent mal avec l'expérience individuelle et isolante que l'on constate dans la prise de drogue.
Notons tout de même que l'intoxication par l'ergot de seigle est déclenchée par des alcaloïdes toxiques qui sont facilement éliminables en extrayant les alcaloïdes hallucinogènes avec de l'eau.
Ces alcaloïdes, principalement l'amide de l'acide lysergique, l'hydroxyéthylamide de l'acide lysergique et l'ergonovine, sont solubles dans l'eau, contrairement aux alcaloïdes non hallucinogènes d'intérêt médicinal du type ergotamine et ergotoxine. Avec les techniques et équipements disponibles dans l'Antiquité, il était donc facile de préparer un extrait hallucinogène à partir de types d'ergot appropriés.
De plus, la découverte de fragments d'ergot dans un temple dédié aux deux déesses éleusiniennes, excavé sur le site de Mas Castellar (Gérone, Espagne), apporte un certain soutien à cette théorie. Des fragments d'ergot ont été retrouvés à l'intérieur d'un vase ainsi que dans le tartre dentaire d'un homme de 25 ans, fournissant des preuves de la consommation d'ergot. Cette découverte semble appuyer l'hypothèse selon laquelle l'ergot était un ingrédient du kykeon éleusinien.

### Emil Cioran, une interprétation démystifiante
Le philosophe Emil Cioran commente brièvement les mystères d'Éleusis dans son Précis de décomposition, au terme d'une section intitulée « Variations sur la mort ». Il y voit un culte dépourvu de sens et réductible à de purs rites sans doctrine ni révélation sur le plan cognitif : 

« C'est ainsi que les mystères antiques, révélations prétendues des secrets ultimes, ne nous ont rien légué en fait de connaissance. Les initiés sans doute étaient tenus de n'en rien transmettre ; il est cependant inconcevable que dans le nombre il ne se soit trouvé un seul bavard ; quoi de plus contraire à la nature humaine qu'une telle obstination dans le secret ? C'est que des secrets, il n'y en avait point ; il y avait des rites et des frissons. Les voiles écartés, que pouvaient-ils découvrir sinon des abîmes sans conséquence ? Il n'y a d'initiation qu'au néant — et au ridicule d'être vivant. 
... Et je songe à un Éleusis des cœurs détrompés, à un Mystère net, sans dieux et sans les véhémences de l'illusion. »

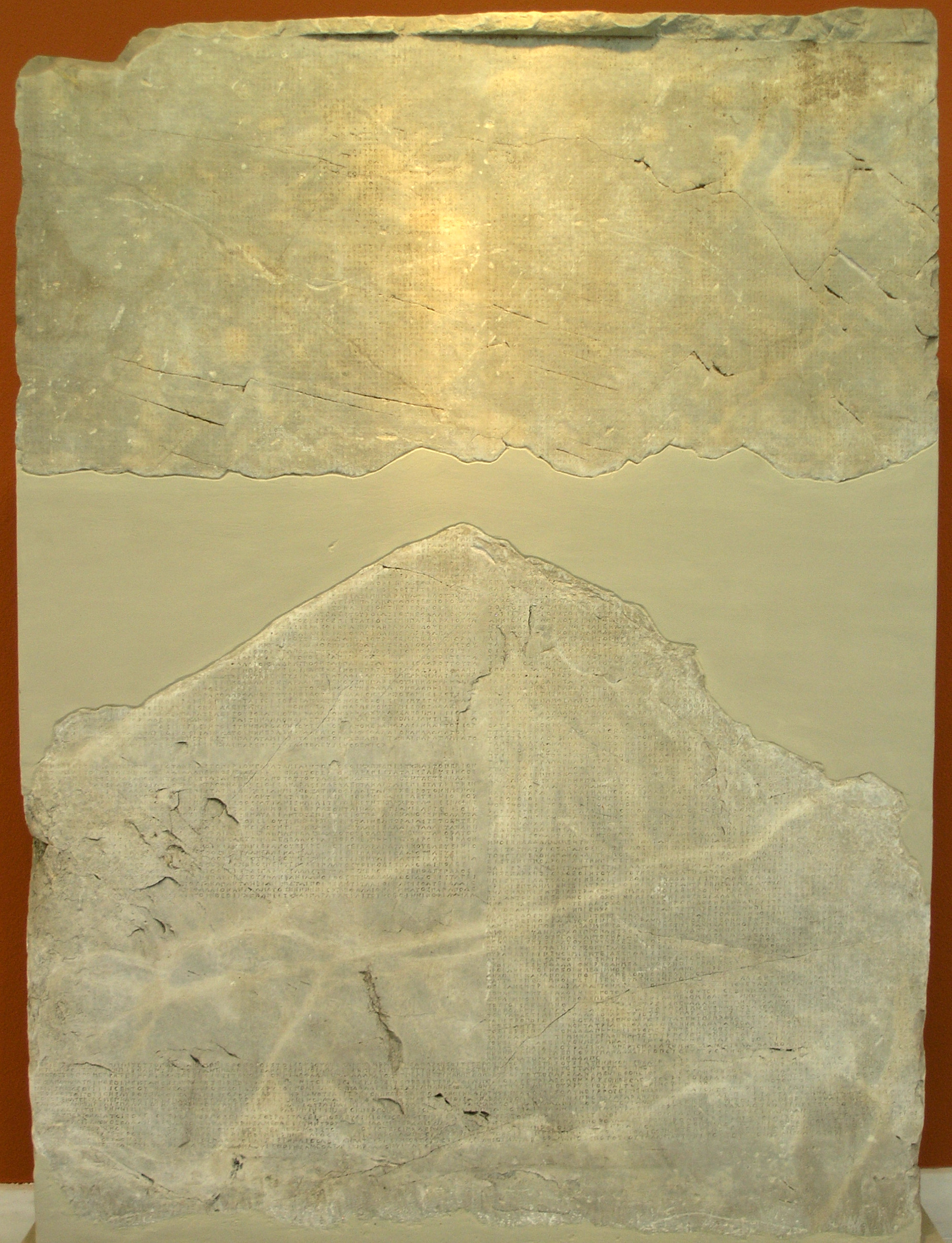
Inscription des comptes des épistates éleusiniens et des trésoriers de Déméter et de Coré, datés de 329/8 av. J.-C. (IG II² 1672), Musée épigraphique d'Athènes.

— Emil Cioran, Précis de décomposition.

## Allusions littéraires et thématiques
- Simon Byl, « Aristophane et Éleusis », Publications de l’Académie des Inscriptions et Belles-Lettres, vol. Actes du colloque : Le théâtre grec antique, la comédie,‎ 2000, p. 141-154 (lire en ligne) : Aristophane évoque explicitement les mystères d'Éleusis dans Les Grenouilles, Les Acharniens et Les Nuées.
- Le Palimpseste d'Archimède, roman écrit par Éliette Abécassis et paru en 2013 : les Mystères d'Éleusis sont au cœur de l'intrigue.
- Le songe de l'Empereur Julien l'Apostat d'André Fraigneau : l'initiation aux mystères d'Éleusis est une des étapes de la recherche menée par cet empereur.
- Le Mystère d'Éleusis, troisième tome de la série romanesque Titus Flaminius.
- Mémoires d'Hadrien, autobiographie imaginaire de l'empereur éponyme : Marguerite Yourcenar fait évoquer par son narrateur son initiation au culte d'Éleusis, ainsi qu'à d'autres pratiques ésotériques grecques et orientales.
- Le Symbole Perdu de Dan Brown : l'auteur fait référence aux mystères d'Éleusis en disant que Socrate, voulant garder son droit de libre parole, avait toujours refusé de participer formellement aux mystères d'Éleusis.
- Dans le jeu Titan Quest par THQ, l'on peut traverser une zone représentant « la vieille cité d'Éleusis ».
- Dans le jeu de rôle Nephilim, les Mystères d'Éleusis sont une composante de l'Arcane mineure de l'Épée, les Mystères du Septentrion, qui a récupéré une des 22 Lames Majeures d'Akhenaton et construit un culte autour de Perséphone pour cacher son secret. (Cf. Nephilim Révélations - Les Arcanes Mineures).
- Dans son essai Noces à Tipasa, Albert Camus mentionne les mystères d'Éleusis et l'Hymne à Déméter : « Est-il même à Déméter ce vieil hymne à quoi plus tard je songerai sans contrainte : "Heureux celui des vivants sur la terre qui a vu ces choses." Voir, et voir sur cette terre, comment oublier la leçon ? Aux mystères d'Éleusis, il suffisait de contempler. »[79]